# Виседле
Виседле (пол. Wysiedle) — село в Польщі, у гміні Лобез Лобезького повіту Західнопоморського воєводства.
Населення — 167 осіб (2011).
У 1975-1998 роках село належало до Щецинського воєводства.

## Демографія
Демографічна структура станом на 31 березня 2011 року:
|          | Загалом | Допрацездатний вік | Працездатний вік | Постпрацездатний вік |
| -------- | ------- | ------------------ | ---------------- | -------------------- |
| Чоловіки | 84      | 24                 | 57               | 3                    |
| Жінки    | 83      | 18                 | 51               | 14                   |
| Разом    | 167     | 42                 | 108              | 17                   |